# 네무로역
네무로역(일본어: 根室駅,ねむろえき)은 홋카이도 네무로시에 위치한 홋카이도 여객철도의 철도역이다. 네무로 시의 대표역으로, 네무로 본선의 종점이자, 일본열도 최동단에 위치한 역이다.

## 운행노선
- 홋카이도 여객철도 (JR 홋카이도)
  - 네무로 본선